# Taylan Bulut
Taylan Bulut (* 19. Januar 2006 in Eschweiler) ist ein deutscher Fußballspieler, der beim Beşiktaş Istanbul unter Vertrag steht. Er kann flexibel als Innenverteidiger sowie als Rechtsverteidiger eingesetzt werden.

## Vereinskarriere

### Jugendlaufbahn
Bulut spielte bis 2013 in den Jugendmannschaften des Germania Dürwiß, ehe er sich dem Nachwuchsleistungszentrum von Bayer 04 Leverkusen anschloss. Bei den Leverkusener spielte er bis einschließlich 2020. Danach wechselte er in die „Knappenschmiede“ des FC Schalke 04. Dort avancierte er sofort zum Stammspieler und Leistungsträger. 2022 wurde er mit der U17 der Schalker deutscher B-Jugendmeister.

### FC Schalke 04
Am 16. Mai 2024 gab er am 34. Spieltag, dem letzten Spieltag der Fußball-Regionalliga West, beim 4:0-Heimsieg gegen Rot Weiss Ahlen sein Debüt in der zweiten Mannschaft der Schalker. Er bereitete das zwischenzeitliche 2:0 durch Kelsey Owusu vor. Nach dem Spiel wurde er von Trainer Jakob Fimpel für seine „körperliche Präsenz“ gelobt. Am Folgetag wurde Bulut darüber informiert, dass er am letzten Spieltag der Profimannschaft gegen die SpVgg Greuther Fürth zum Spieltagskader gehören wird. Tatsächlich stand er im Kader und feierte am 19. Mai 2024 sein Profi-Debüt in der 2. Bundesliga, als er in der 90. Minute für Steven van der Sloot eingewechselt wurde.
Zur Saison 2024/25 wurde er von Cheftrainer Karel Geraerts in den Profikader berufen. Nach zunächst einem Kurzeinsatz während der ersten sechs Spieltage berief ihn Interimstrainer Jakob Fimpel in den beiden Spielen unter seiner Ägide in die Startaufstellung; im Anschluss konnte sich Bulut daraufhin auch unter dem neuen Trainer Kees van Wonderen als Stammspieler durchsetzen. Sein zunächst bis zum 30. Juni 2026 laufender Vertrag wurde im Februar 2025 vorzeitig verlängert und ist nun bis zum 30. Juni 2029 gültig.

### Beşiktaş Istanbul
Mitte August 2025 wechselte Bulut zu Beşiktaş Istanbul.

## Nationalmannschaft
Seit 2016 durchläuft Bulut alle Jugendnationalmannschaften des DFB. Am 26. Oktober 2021 gab er beim 1:2-Auswärtssieg gegen die U16 der Schweiz sein Debüt für die deutsche U16. Ab September 2022 gehörte er zum Aufgebot der deutschen U17-Auswahl. Aufgrund einer Verletzung verpasste er die U-17-Fußball-Weltmeisterschaft 2023. Mit der U17 wurde er 2023 Europameister. Im entscheidenden Elfmeterschießen gegen die U17 Frankreichs konnte er seinen Elfmeter zum 3:4 verwandeln. 2024 bestritt er zunächst vier Spiele mit der U18, für die er auch im zentralen Mittelfeld zum Einsatz kam, und rückte anschließend in die U19-Nationalmannschaft auf. Mit dieser nahm er an der U19-Europameisterschaft 2025 teil und erreichte mit seinem Team das Halbfinale.

## Titel und Auszeichnungen
Nationalmannschaft
- U17-Europameister: 2023

FC Schalke 04
- Meister der B-Junioren-Bundesliga West: 2022